# 費洛倫瓦瑟河

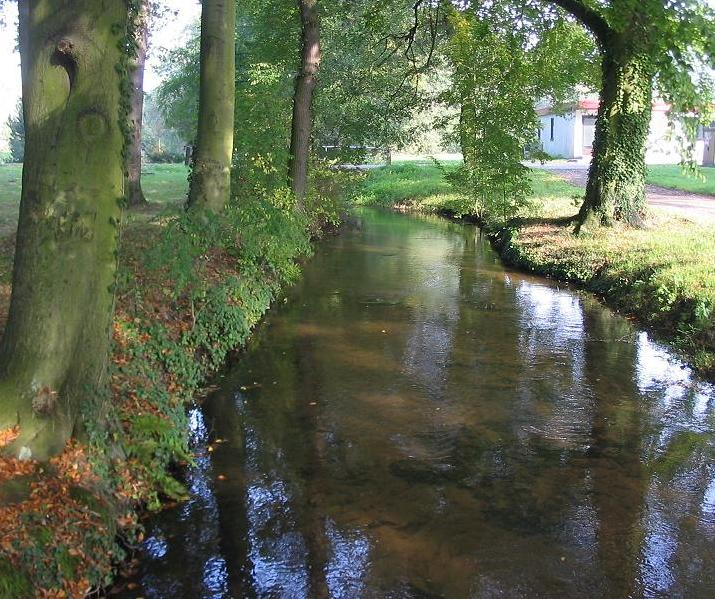

52°19′33″N 12°27′45″E / 52.3257°N 12.4624°E
費洛倫瓦瑟河（德語：Verlorenwasser），是德國的河流，位於該國東北部，由勃蘭登堡州負責管轄，屬於布考河的支流，河道全長20公里，流域面積101.2平方公里。